# Unione Sportiva Fasano 1989-1990
Questa pagina raccoglie le informazioni riguardanti l'Unione Sportiva Fasano nelle competizioni ufficiali della stagione 1989-1990.

## Rosa
| N. |                   | Ruolo | Calciatore                 |
| -- | ----------------- | ----- | -------------------------- |
|    | Italia (bandiera) | D     | Michele Ammmendola         |
|    | Italia (bandiera) | C     | Cosimo Arsenio             |
|    | Italia (bandiera) | D     | Leonardo Barnabà           |
|    | Italia (bandiera) | C     | Angelo Cangianiello        |
|    | Italia (bandiera) | D     | Cosimo De Blasio           |
|    | Italia (bandiera) | C     | Antonio De Lorenzo Buratta |
|    | Italia (bandiera) | C     | Claudio De Tommasi         |
|    | Italia (bandiera) | A     | Andrea Gatto               |
|    | Italia (bandiera) | P     | Daniele Goletti            |

| N. |                   | Ruolo | Calciatore           |
| -- | ----------------- | ----- | -------------------- |
|    | Italia (bandiera) | C     | Luigi Iodice         |
|    | Italia (bandiera) | D     | Salvatore Mazzarano  |
|    | Italia (bandiera) | D     | Armando Pellegrini   |
|    | Italia (bandiera) | C     | Danilo Piliego       |
|    | Italia (bandiera) | A     | Giuseppe Sapio       |
|    | Italia (bandiera) | C     | Giovanni Tartaglione |
|    | Italia (bandiera) | C     | Carmine Tassari      |
|    | Italia (bandiera) | P     | Roberto Vergallo     |
|    | Italia (bandiera) | C     | Giuseppe Zarbano     |